# Manke Nelis

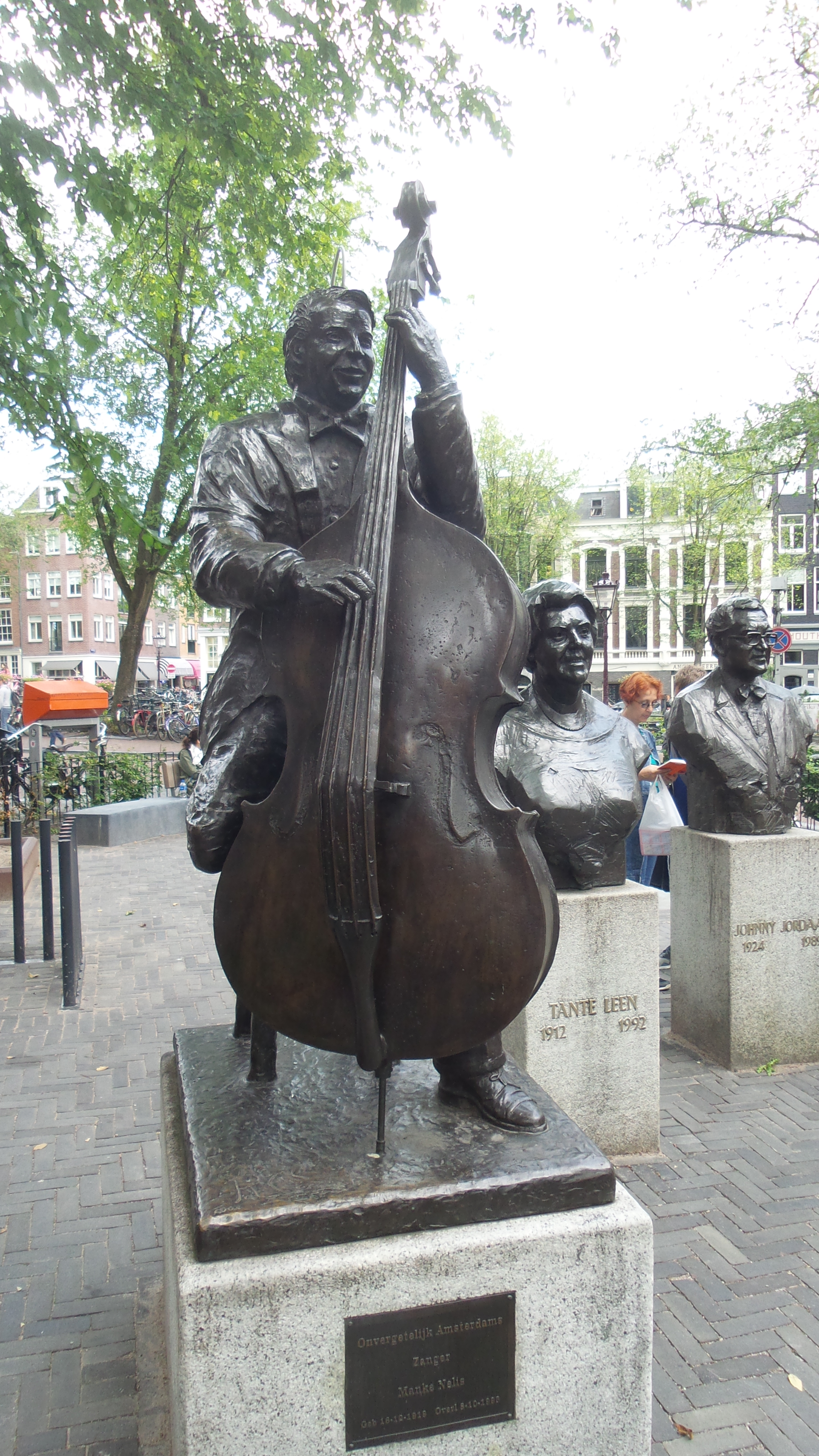
Beeld op het Johnny Jordaanplein, Op de achtergrond de beelden van Tante Leen en Johnny Jordaan

Manke Nelis, pseudoniem van Cornelis Pieters (Amsterdam, 16 december 1919 – aldaar, 8 oktober 1993), was een Nederlandse zanger van het levenslied.

## Biografie
Manke Nelis begon als bassist en werkte vaak samen met zijn zwager, accordeonist Johnny Meijer. In de jaren vijftig nam hij de artiestennaam Carlo Pietro aan en ging onder die naam het Amsterdamse levenslied vertolken. Toen hij na een motorongeluk nabij Lyon in Frankrijk in het ziekenhuis terechtkwam, bleek al snel sprake van een medische misser. Men was de tetanus-prik vergeten te geven en bij Manke Nelis moest uiteindelijk zijn rechterbeen worden afgezet. Voor deze misser heeft Manke Nelis 105.000 gulden schadevergoeding gekregen. 
In de Jordaan hadden ze al direct een bijnaam voor hem paraat: Manke Nelis, naar het populaire lied "De begrafenis van manke Nelis" van Ferry van Delden. Onder deze bijnaam behaalde hij zijn grootste successen. In het voorjaar van 1987 behaalde hij in Nederland een grote hit in zowel de Nederlandse Top 40 als de Nationale Hitparade Top 100 met  Kleine jodeljongen, een cover van het Italiaanse La Piccinina uit 1939. De single was op vrijdag 10 april 1987 Veronica alarmschijf op Radio 3 en bereikte de 8e positie in de Nederlandse Top 40 en stond 8 weken genoteerd. In de Nationale Hitparade Top 100 op de TROS donderdag op Radio 3 bereikte de single de 7e positie en stond in totaal 14 weken in deze lijst genoteerd. In de Europese hitlijst op Radio 3, de TROS Europarade, werd géén notering behaald. 
In België behaalde de plaat géén notering in beide Vlaamse hitlijsten.
Manke Nelis had daarna nog enkele successen met De ezelserenade, Tante Saar (Wunderbar) en Laat de hele boel maar waaien.
In 1987 overleefde hij ternauwernood een busongeluk tijdens een Amerikaanse tournee met Nederlandse artiesten in San Diego. Hij trad tot zijn dood op in café The Shorts of London op het Rembrandtplein. In 1993 stierf hij aan kanker.
Op 30 oktober 2005 werd op de kop van de Elandsgracht op het Johnny Jordaanplein in de Jordaan in Amsterdam, een standbeeld voor Manke Nelis onthuld, daar waar ook zwager Johnny Meijer een standbeeld heeft.